# Alexander Obolensky
Alexander Sergeevich "Obo" Obolensky (São Petersburgo, 17 de fevereiro de 1916 - RAF Martlesham Heath, 29 de março de 1940) foi um príncipe russo e jogador de rugby union que defendeu a Inglaterra. É considerado o primeiro e único cidadão de seu país a defender esta equipe. Era filho do príncipe Serge Obolensky e da princesa Luba Narischkine, extraditados à Inglaterra durante a revolução russa de 1917.
Jogou pela equipe da Universidade de Oxford e tornou-se ícone na história do rugby inglês após partida contra os All Blacks, onde fez belos tries. Após esta partida, ainda jogou pela seleção inglesa mais três partidas.
Obolensky é tido como o jogador que marcou o maior número de tries em uma única partida internacional, ao fazer 17 em partida que disputou no Brasil, contra a seleção brasileira, em 1936. A partida foi pelos British and Irish Lions, a seleção que reúne jogadores de Inglaterra, Escócia, País de Gales e Irlanda para turnês de amistosos pelo mundo - naquela ocasião, o destino principal era a Argentina.
Veio a falecer em março de 1940 quando estava no avião Hawker Hurricane, que caiu em um desfiladeiro.